# Raoul Gradis
Pour les autres membres de la famille, voir Famille Gradis.
Raoul Gradis, né à Bordeaux le 15 juin 1861 et mort le 18 juin 1943, est un armateur et peintre français.

## Biographie
Membre de l'élite juive française, dont les ancêtres ont été expulsés de la péninsule ibérique, David Raoul Armand Gradis est le fils de Henri Gradis (1823-1905) et de Claire Brandam. Il épouse Suzanne Fould (1868-1901), fille de Paul Fould, maître des requêtes au Conseil d'État, petite-fille du baron Joseph de Günzburg et tante de la baronne Germaine de Rothschild. Ils seront les parents de :
- Gaston Gradis (1889-1968), marié à Georgette Deutsch de La Meurthe, puis à Antoinette Koechlin-Schwartz
- Marie-Louise Gradis (1894-1979), épouse de Bernard Blanchy et mère de Michel Blanchy
- Jean Gradis (1900-1975), marié à Lucienne Goüin.

Engagé en 1881, il devient lieutenant en 1884, puis capitaine au 23e régiment d'artillerie territoriale.
Il étudie la peinture avec Maxime Lalanne à l'École des beaux-arts de Bordeaux, puis avec Ferdinand Humbert et Henri Gervex à l'École des Beaux-Arts de Paris. Il expose au Salon à partir de 1886 et en devint sociétaire. 
Il était également sociétaire de la Société des artistes français et membre de la Société philomathique de Bordeaux. Gradis écrivit diverses œuvres musicales dont « Poème pour piano et violon ».
En 1905, il succède à son père à la tête de la maison Gradis, en s'associant avec son beau-frère, Georges Schwob d'Héricourt. Ils firent évoluer la maison Gradis en Société française pour le commerce avec les colonies et l'étranger (SFCCE) en 1921, Georges Schwob d'Héricourt en prenant la présidence et Raoul la vice-présidence. Il devient conseiller du commerce extérieur de la France, vice-président de la classe 118 (matériel colonial) à l'Exposition universelle de Liège de 1905 et archiviste du Comité nationale des expositions coloniales..
Durant la Seconde Guerre mondiale, Raoul Gradis est président du Consistoire israélite et chef de la communauté juive de Bordeaux. En juin 1942, il fait retirer ses étoiles jaunes au commissariat de Bordeaux, sans donner les bons de textile requis. En août 1942, il demande une exemption aux restrictions à la circulation imposées aux Juifs, expliquant qu’à l'âge de 81 ans, avec un bras cassé, il aimerait aller à sa maison de campagne de Saint-Louis-de-Montferrand. Sa propriété avait été saisie et son domicile à Lormont avait été réquisitionné par les forces d'occupation pour « aryanisation ». Il précise qu’en ayant démissionné de la vice-présidence de son entreprise, il avait respecté l'interdiction faite aux juifs de diriger leurs entreprises (loi du 2 juin 1941 du régime de Vichy). En septembre 1942, sa demande de libre circulation est rejetée par la SS. Son épouse s'était convertie au catholicisme en 1897, suivie de ses enfants en 1905.
Raoul Gradis meurt quelques mois plus tard en juin 1943.
Gradis était président de l'Union d'assistance du XVIe arrondissement de Paris, membre de la Société internationale d'assistance, du Comité de secours aux sinistrés de la Martinique, du comité de la Société philanthropique, du Conseil général pour l'extinction de la mendicité à Bordeaux.
Il est chevalier de la Légion d'honneur, officier d'Académie, officier de l'ordre du Cambodge et de l'ordre du Nichan Iftikhar (ordre tunisien) en récompense pour services rendus.

## Distinctions
- Officier d'académie
- Officier du Nichan Iftikhar
- Chevalier de la Légion d'honneur

## Œuvre

### Peinture

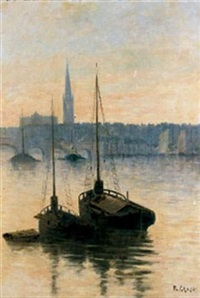
Le pont de pierre à Bordeaux

### Compositions musicales
- « Partitions des quatuors no 1 et no 2 pour piano »
- « VIII pièces pour piano » (1906)

### Publications
- « Une expérience de philanthropie à la Martinique » (1904)
- « Poème pour piano et violon »